# Bo Lindman
Bo Sigfrid Gabriel Lindman (Estocolmo, 8 de febrero de 1899-Solna, 30 de julio de 1992) fue un deportista sueco que compitió en pentatlón moderno y esgrima.
Participó en tres Juegos Olímpicos de Verano entre los años 1924 y 1932, obteniendo una medalla de oro y dos de plata en pentatlón moderno. Ganó una medalla de bronce en el Campeonato Mundial de Esgrima de 1933.

## Palmarés internacional
| Juegos Olímpicos | Juegos Olímpicos             | Juegos Olímpicos | Juegos Olímpicos |
| Año              | Lugar                        | Medalla          | Prueba           |
| ---------------- | ---------------------------- | ---------------- | ---------------- |
| 1924             | París (Francia)              | Medalla de oro   | Individual       |
| 1928             | Ámsterdam (Países Bajos)     | Medalla de plata | Individual       |
| 1932             | Los Ángeles (Estados Unidos) | Medalla de plata | Individual       |

| Campeonato Mundial | Campeonato Mundial | Campeonato Mundial | Campeonato Mundial |
| Año                | Lugar              | Medalla            | Prueba             |
| ------------------ | ------------------ | ------------------ | ------------------ |
| 1933               | Budapest (Hungría) | Medalla de bronce  | Espada por equipos |